# Tyburn

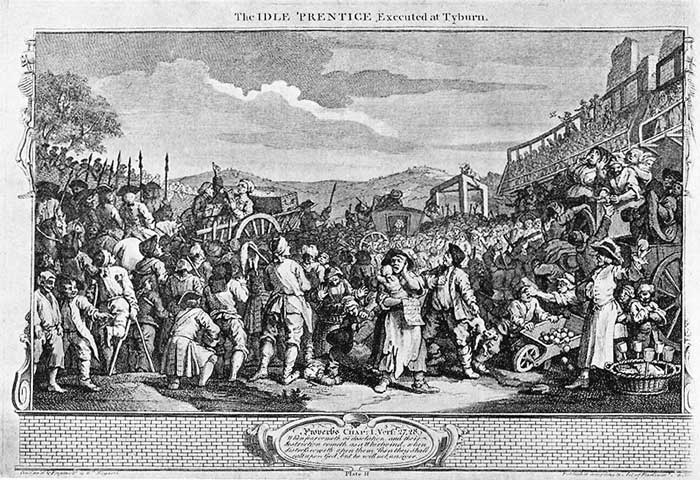
Executie in Tyburn, getekend door de Engelse karikaturist William Hogarth (1697-1764)

Tyburn is een voormalig dorpje in Middlesex, nabij de plaats waar Marble Arch staat. Het is in de stad Londen opgenomen.
De naam komt van de rivier de Tyburn, een zijrivier van de Theems, die thans volledig overdekt is. In Tyburn stonden eeuwenlang de galgen waar de Londense misdadigers werden omgebracht.